# UFC 7
UFC 7: The Brawl in Buffalo는 1995년 9월 8일에 미국 뉴욕주 에서 개최된 UFC 경기이다.

## 같이 보기
- UFC
- UFC 대회 목록